# Спрингфилд Фэлконс
«Спри́нгфилд Фэ́лконс» (англ. Springfield Falcons) — профессиональная хоккейная команда, игравшая в АХЛ. Базировалась в городе Спрингфилд, штат Массачусетс, США.

## История
В 1994 году команда АХЛ «Спрингфилд Индианс» переехала в Вустер, штат Массачусетс и стала именоваться «Вустер АйсКэтс» (сейчас «Пеория Ривермен»). Экс-игроки «Индианс» Брюс Лэндон (впоследствии генеральный менеджер «Индианс») и Уэйн Лашанс возродили хоккейную команду в Спрингфилде. Символом новой команды стал сапсан.
Команда за тринадцать лет существования дважды становилась лидером дивизиона по результатам регулярного сезона и шесть раз выходила в плей-офф.

## Клубные рекорды
Сезон
Голы (39) — Джон Леблан (1993-94)
Передачи (65) — Жан-Ги Трюдель (2000-01)
Очки (99) — Жан-Ги Трюдель (2000-01)
Штраф (373) — Роб Мюррэй (1994-95)
Коэффициент пропущенных голов (2,27) — Мэнни Легаси (1995-96)
Карьера в клубе
Голы — 94 — Райан Крэйг
Передачи — 157 — Роб Мюррэй
Очки — 242 — Жан-Ги Трюдель
Штраф — 1529 — Роб Мюррэй
Вратарские победы — 67 — Мэнни Легаси
Игры — 501 — Роб Мюррэй